# Fritz Naschitz
Fritz Naschitz (hebräisch פריץ נשיץ; geboren 21. Mai 1900 in Wien, Österreich-Ungarn; gestorben 26. März 1989 in Tel Aviv) war ein österreichisch-israelischer Manager und Schriftsteller.

## Leben
Fritz Naschitz wuchs in Temeswar auf und studierte Jura und Technologie in Ungarn, Deutschland und Frankreich. Er betätigte sich als Manager in der Industrie und engagierte sich an seinen wechselnden Wohn- und Arbeitsorten in zionistischen Organisationen. Naschitz floh 1940 vor der deutschen Judenverfolgung nach Palästina. Nach Gründung des Staates Israel war er ab 1949 Generalkonsul von Island und zeitweise Ehrendekan des konsularischen Korps. Er wurde Vorstandsmitglied des israelischen Industriellenverbandes. Er wurde mit dem Komturkreuz des isländischen Falkenordens mit Stern und dem Bundesverdienstkreuz 1. Klasse sowie anderen Auszeichnungen geehrt.
Naschitz veröffentlichte Essays in Zeitschriften und einen Band Gedichte. Er war stellvertretender Vorsitzender des Verbandes deutschsprachiger Schriftsteller Israels und Mitglied des PEN-Zentrums London. Er erhielt 1962 einen Nordau-Preis, 1981 einen Herzl-Preis und 1984 einen Hannah-Szenes-Preis.

## Werke (Auswahl)
- Erfühltes und Erfülltes. Gerlingen: Bleicher, 1980 (Gedichte).
- Literarische Essays: Bekenntnisse und Rezensionen. Gerlingen: Bleicher, 1989.